# Hans von Krosigk
Johann (Hans) Adolf von Krosigk (* 7. April 1866 in Eichenbarleben; † 12. Januar 1942 ebenda) war ein deutscher Landrat des Kreises Neuhaldensleben (1900/1901–1913/1914), Generaldirektor der Land-Feuersozietät der Provinz Sachsen und Ritter des Johanniterordens.

## Leben
Er war der drittälteste Sohn von Rudolf von Krosigk (1832–1906). Er studierte in Heidelberg und wurde dort 1888 Mitglied des Corps Saxo-Borussia. Nach dem Studium lebte er unverheiratet in Eichenbarleben.